# Oberteuringen
Oberteuringen è un comune tedesco di 4 558 abitanti, situato nel land del Baden-Württemberg.